# Judith Kern (Autorin)
Judith Kern (* 1968) ist eine deutsche Journalistin und Schriftstellerin. 
Die aus Schwaben stammende Judith Kern studierte Politische Wissenschaften, Germanistik und Romanistik an der Eberhard Karls Universität Tübingen. Seit 1993 lebt sie in Hamburg, wo sie mehrere Jahre als Redakteurin tätig war.
Seit 2009 betätigt sie sich auch schriftstellerisch, wozu sie nach eigenen Angaben ein Aufenthalt auf Rügen inspiriert hat. In den Verlagen Droemer Knaur und Club Bertelsmann hat sie die drei historischen Romane Das Leuchten des Sanddorns (2009), Der Tanz der Kraniche (2011) und Der Himmel über den Klippen (2013) veröffentlicht. Die Handlung dieser Bücher, jeweils unterschiedlich angesiedelt in dem Zeitraum zwischen dem Ende des 19. Jahrhunderts und dem Ersten Weltkrieg, spielt auf Rügen, Hiddensee und Jasmund.